# Васка Илијева
Васка Илијева (Скопље, 21. децембар 1923 — Скопље, 4. мај 2001) je била македонска певачица и доајен македонске народне песме.

## Биографија
Рођена је у општини Чаир, Скопље, 21. децембра 1923. у породици музичара. Њен отац, Тодор Велков Бошков, био је гајдаш. Музиком се почела бавити пре 1950. у ансамблу Танец.
Познате песме у њеној интерпретацији: „Земјо македонска“, „Имала мајка“, „Излегол Невен Пејо“, „Аир да не сториш мајко“, „Сестра кани брата на вечера“ и многе друге. Са колегом Александром Саријевским је снимила дуете.
Умрла је 4. маја 2001. у Скопљу. Поводом десетогодишњице њене смрти одржан је концерт.

## Дискографија
- Dojdi, Libe, Do Večer (1971)
- Koj Što me Čue Da Peam (1977)
- Zemljo Makedonska (1977)
- Васка Илијева — Глоговац (1980)
- Pusta Mladost Brgu Pominuva (1984)
- Македонски Незаборавни Песни и Староградски Бисери
- Тага За Роден Крај (1996)
- Имала Мајка (1996)
- Legend Of Macedonian Folk Song (1996)[4]